# カティ圏
カティ圏（カティけん、フランス語：Cercle de Kati）は、マリ共和国の地方行政区画でシカソ州を構成する圏のひとつ。行政の中心地はカティにおかれる。下級単位のコミューンは37団体あり、2009年の統計で人口は948,128人を数える。
カティ圏はバマコ特別区を取り囲んでおり、1977年に首都が分離されるまで複合圏としてバマコ圏と呼ばれていた。カティ圏内は主にバンバラ族の農民が多く居住しており、他にはボゾ人（en:Bozo people）やフラニ族集団がいる。
カティ地方は植民地時代以前はバンバラ王国（en:Bamana Empire）のベレドゥーグー（fr:Bélédougou）地域の一部を形成し、そして19世紀最後の10年間にフランス人による最初の植民地が作られている。
湿潤スーダンを形成し、圏はサヘル乾燥地帯の南端に位置している。一帯はニジェール川に沿って肥沃な谷が縦貫しており、ラッカセイ、木綿およびタバコ農場が広がっており、漁業資源もあり圏内はマリ国内でも主要な交通網を形成している。

## コミューン
カティ圏には以下のコミューンがある。
- バギネダ（fr:Baguinéda）
- バンクーマナ（fr:Bancoumana）
- ボッソファラ（fr:Bossofala）
- ブーグラ (カティ圏)（fr:Bougoula (Kati)）
- ダバン（fr:Daban）
- ディアゴ（fr:Diago）
- ディアラコラバ（fr:Dialakoraba）
- ディアラコロジ（fr:Dialakorodji）
- ディエドゥーグー (カティ圏)（fr:Diédougou (Kati)）
- ディオ＝ギャレ（fr:Dio-Gare）
- ドゴドゥーマン（fr:Dogodouman）
- ドンビラ（fr:Dombila）
- ドゥーバブーグー（fr:Doubabougou）
- ファラバ (カティ圏)（fr:Faraba (Kati)）
- カラバンコロ（fr:Kalabankoro）
- カリファブーグー（fr:Kalifabougou）
- カンビラ（fr:Kambila）
- カティ（fr:Kati (ville)）
- クールーバ（fr:Kourouba）
- マンデ (マリ共和国)（fr:Mandé (Mali)）
- モリバブーグー（fr:Moribabougou）
- ムートゥングーラ（fr:Mountoungoula）
- ンガバコロ（fr:N’Gabacoro）
- ングーラバ（fr:N’Gouraba）
- ンジバ（fr:N’Tjiba）
- ニアガディナ（fr:Niagadina）
- ニウママカナ（fr:Nioumamakana）
- ウエレッセブーグー（fr:Ouélessébougou）
- サフォ（fr:Safo）
- サナンコロ・ジトゥームー（fr:Sanankoro Djitoumou）
- サナンコロバ（fr:Sanankoroba）
- サンガレブーグー（fr:Sangarébougou）
- シビー（fr:Siby）
- ソブラ（fr:Sobra）
- ティアカドゥーグー＝ディアラコロ（fr:Tiakadougou-Dialakoro）
- ティエレ（fr:Tiélé）
- イェレケブーグー（fr:Yélékébougou）